# Roepie Kruize
Jan Hendrik „Roepie” Kruize (ur. 18 stycznia 1925 w Heemstede, zm. 14 lutego 1992 w Hadze) – holenderski hokeista na trawie. Był ojcem Hansa Kruize, Hidde Kruize i Tiesa Kruize oraz bratem Gerrita Kruize.
Pierwszymi igrzyskami dla Kruize były w 1948 w Londynie. Podczas tych igrzysk sportowiec wraz z holenderską reprezentacją, po 6. meczach zdobyli brązowy medal w hokeju na trawie.
Hokeista po raz kolejny wystąpił wraz z reprezentacją Holandii na igrzyskach w 1952 w Helsinkach. Kruize wystąpił we wszystkich trzech meczach. W ciągu tych igrzysk udało się mu i jego reprezentacji osiągnąć 2. miejsce i srebrny medal w hokeju na trawie. Były to jego ostatnie igrzyska olimpijskie.